# Liocarcinus depurator
Liocarcinus depurator, đôi khi được gọi là cua bến cảng (tiếng Anh: harbour crab), cua bơi cát (tiếng Anh: sandy swimming crab), là một loài cua trong họ Cua xanh, được tìm thấy tại Biển Bắc, Đại Tây Dương, Địa Trung Hải, Biển Đen.
Loài cua này có mai có chiều rộng lên đến 50 milimét (2,0 in) và dài 40 milimét (1,6 in), và có thể được phân biệt với cua khác, chẳng hạn như cua bờ biển Carcinus maenas, bởi các hàng cong của các đốm trắng trên mai của chúng
Loài này đã được Carl Linnaeus mô tả lần đầu tiên năm 1758, trong lần tái bản thứ 10 Systema Naturae của ông. Loài này có một tên đồng nghĩa, Portunus plicatus, được Antoine Risso đặt năm 1816.
Cua cái đạt thuần thục sinh dục trong năm đầu tiên của cuộc đời. Đỉnh cao sinh sản đạt được trong mùa đông tại khu vực Địa Trung Hải.